# Спахов, Фёдор Яковлевич
Фёдор Яковлевич Спахов (25 января 1921 — 16 декабря 1972) — советский танкист, Герой Советского Союза (10.04.1945), капитан.

## Биография
Фёдор Яковлевич Спахов родился 25 декабря 1922 года в селе Николаевка (ныне — Аннинского района Воронежской области) в крестьянской семье. После окончания пяти классов работал на Воронежском паровозоремонтном заводе слесарем.
Вступил в ряды Красной Армии в 1941 году. После вступления направлен на обучение в Горьковское танковое училище, где успевал по дисциплинам. С декабря 1942 года — в действующей армии.
Являлся командиром роты 13-й гвардейской танковой бригады 4-го гвардейского танкового корпуса. Спахов участвовал в боях за освобождение Кантемировки, в боях под Донбассом и Ясеновцами. За захват и удержание моста через реку Вислок был представлен Коневым к званию Герой Советского Союза. Имел ранения.
С 1947 года Спахов — капитан в запасе. После войны проживал в Анне.
Умер в декабре 1972 года. Похоронен в родном селе, где ему возведён памятник в парке Славы.

## Память
В селе Николаевка одна из центральных улиц носит имя Спахова.